# Audit Committee
Das Audit Committee ist der Prüfungsausschuss des Aufsichtsorgans.
In deutschen und österreichischen Aktiengesellschaften ist das Aufsichtsorgan der Aufsichtsrat; in der Schweiz ist es der Verwaltungsrat.
Die Errichtung eines Audit Committee wird als Teil der Corporate Governance im deutschen Corporate-Governance-Kodex für deutsche Aktiengesellschaften empfohlen, entsprechend im Schweizer Swiss Code of Best Practice und im österreichischen Corporate-Governance-Kodex.
Ziele und Funktionsweise des Prüfungsausschusses als Organ des Verwaltungsrats – die praktische Ausgestaltung hängt stark von Rechtsrahmen und Rechtsform ab; es wird zwischen dem eingliedrigen und den zweigliedrigen Modellen unterschieden – sind allgemein in den OECD Corporate Governance Principles 2004 und im Aktionsplan Corporate Governance der Europäischen Kommission (COM (2003) 284 fin) umrissen.

## Hauptaufgaben
Die Hauptaufgaben variieren von Land zu Land und vor allem von Unternehmen zu Unternehmen. Grundsätzlich ist das Audit Committee zuständig für:
- die Überwachung der Finanzberichterstattung
- Überwachung des Risikomanagementsystems
(bei Finanzdienstleistern in der Regel separat geregelt)
- Überwachung des Internen Kontrollsystems (IKS), sowie Compliance

Es bildet die Schnittstelle zwischen dem Aufsichtsorgan, externer und interner Revision einerseits und dem für den Betrieb der Steuerungssysteme verantwortlichen Management andererseits.

## Rechtsgrundlagen

### Deutschland
Durch das Gesetz zur Modernisierung des Bilanzrechts (Bilanzrechtsmodernisierungsgesetz - BilMoG) vom 25. Mai 2009 wurde in § 324 des Handelsgesetzbuches (HGB) festgelegt, dass „kapitalmarktorientierte Kapitalgesellschaften“ unter bestimmten Voraussetzungen einen Prüfungsausschuss einrichten müssen.

### Allgemein
- IFRS Primer for Audit Committees. (PDF; 496 kB) American Institute of Certified Public Accountants (AICPA)

### Deutschland
- Website des Audit Committee Instituts der Wirtschaftsprüfungsgesellschaft KPMG (Memento vom 25. Juni 2013 im Internet Archive)

### Schweiz
- Swiss Code of Best Practice for Corporate Governance. (PDF; 1,41 MB) - Neuauflage vom Februar 2008 auf der Homepage des Wirtschaftsdachverbandes economiesuisse; das Audit Committee (der Prüfungsausschuss) wird in Kapitel II g Ziff 23–24 behandelt

### Österreich
- Österreichischer Corporate Governance Kodex. (PDF; 248 kB) Fassung Jänner 2009, siehe Ziff. 40